# Campeonato Africano de Handebol Masculino de 2014
O Campeonato Africano de Handebol Masculino de 2014 foi sediado na Argélia entre os dias 16 de Janeiro e 25 de Janeiro de 2014. O torneio serviu para conhecer o campeão africano e ao mesmo tempo como qualificatória para o Campeonato Mundial do Catar em 2015.
Na final a Seleção da Argélia bateu a Seleção da Tunísia por 25 a 21 e conquistou o seu sétimo título africano.

## Sub-sedes
| Argel                          | Argel                           | Argel Chéraga |
| ------------------------------ | ------------------------------- | ------------- |
| Salle Harcha Capacidade: 6.000 |                                 | Argel Chéraga |
|                                |                                 | Argel Chéraga |
| Argel                          | Chéraga                         | Argel Chéraga |
| Salle OMS Capacidade: 15.000   | Salle Chéraga Capacidade: 5.000 | Argel Chéraga |
|                                |                                 | Argel Chéraga |

## Árbitros
11 pares de árbitros foram escolhidos para a competição.

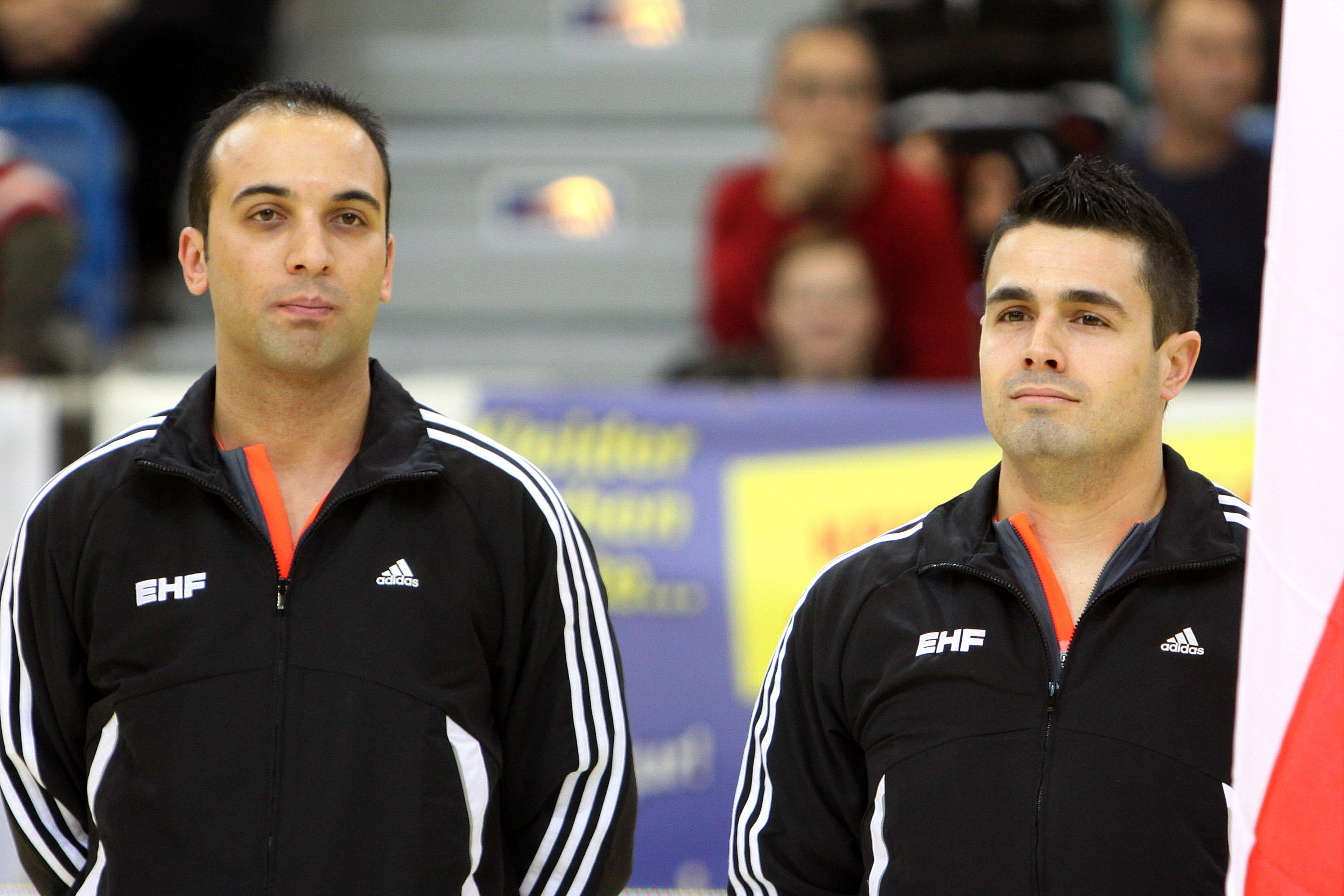
Ivan Caçador e Eurico Nicolau, o árbitros portugueses convidados para a competição.

| País     | Árbitros                                   |
| -------- | ------------------------------------------ |
| Argélia  | Mustapha Deche Mohamed Ghouarda            |
| Argélia  | Khadidja Benfetima Zahra Benfetima         |
| Benim    | Jonas Allad Armand Dagba                   |
| DR Congo | Ngombo Felly Amba Mutombo Gisèle Tshilanda |
| Egito    | Rashed Mohamed Fakry Elsayed Tamer         |

| País            | Árbitros                                  |
| --------------- | ----------------------------------------- |
| Guiné           | Mouhamed Ball Camara Aboubacar Diakité    |
| Costa do Marfim | Yalatima Nanga Coulibaly Mamadou Diabate  |
| Senegal         | Mohamed Cheick Diop Abdoulaye Faye        |
| Togo            | Yawo Mawusse Akpatsa Agbekokokou Assignon |
| Tunísia         | Ismaïl Boualloucha Ramzi Khenissi         |

| País     | Árbitros                    |
| -------- | --------------------------- |
| Portugal | Ivan Caçador Eurico Nicolau |

## Sorteio
O sorteio dos grupos aconteceu em 9 de Outubro de 2013.
| - Tunísia - Egito - Senegal - Camarões - Gabão - Líbia | - Argélia - Marrocos - Angola - Congo - República Democrática do Congo - Nigéria |

## Primeira fase
Todos os horários estão baseados no fuso horário local (UTC+1).
|  | Time avança para a fase de mata-mata |

### Group A
| Pos | Equipe   | Pts | J | V | E | D | GP  | GC  | SG  |
| --- | -------- | --- | - | - | - | - | --- | --- | --- |
| 1   | Tunísia  | 10  | 5 | 5 | 0 | 0 | 157 | 103 | +54 |
| 2   | Egito    | 8   | 5 | 4 | 0 | 1 | 142 | 105 | +37 |
| 3   | Camarões | 5   | 5 | 2 | 1 | 2 | 128 | 144 | −16 |
| 4   | Senegal  | 4   | 5 | 2 | 0 | 3 | 138 | 152 | −14 |
| 5   | Gabão    | 2   | 5 | 1 | 0 | 4 | 121 | 147 | −26 |
| 6   | Líbia    | 1   | 5 | 0 | 1 | 4 | 103 | 138 | −35 |

| 16 de Janeiro de 2014 10:00 | Egito            | 32 – 21   | Senegal | Salle Harcha, Argel Árbitros: Allade, Dagba |
| 16 de Janeiro de 2014 10:00 | Ahmed Moustafa 7 | (19–9)    | Sarr 5  | Salle Harcha, Argel Árbitros: Allade, Dagba |
| 16 de Janeiro de 2014 10:00 | 5× 2×            | Relatório | 3× 2×   | Salle Harcha, Argel Árbitros: Allade, Dagba |

| 16 de Janeiro de 2014 12:15 | Tunísia     | 27 – 18   | Líbia        | Salle OMS, Argel Árbitros: Deche, Ghouarda |
| 16 de Janeiro de 2014 12:15 | Boughanmi 6 | (13–8)    | El Bernawi 3 | Salle OMS, Argel Árbitros: Deche, Ghouarda |
| 16 de Janeiro de 2014 12:15 | 4× 3×       | Relatório | 2× 3× 1×     | Salle OMS, Argel Árbitros: Deche, Ghouarda |

| 16 de Janeiro de 2014 12:15 | Camarões | 28 – 26   | Gabão     | Salle Chéraga, Chéraga Árbitros: Caçador, Nicolau |
| 16 de Janeiro de 2014 12:15 | Yamo 9   | (13–8)    | Aubyang 8 | Salle Chéraga, Chéraga Árbitros: Caçador, Nicolau |
| 16 de Janeiro de 2014 12:15 | 7× 3×    | Relatório | 5× 3×     | Salle Chéraga, Chéraga Árbitros: Caçador, Nicolau |

| 17 de Janeiro de 2014 16:15 | Líbia                | 23 – 35   | Senegal  | Salle OMS, Argel Árbitros: Benfetima, Benfetima |
| 17 de Janeiro de 2014 16:15 | Galmoz, Ben Zegiam 5 | (13–19)   | Sarr 8   | Salle OMS, Argel Árbitros: Benfetima, Benfetima |
| 17 de Janeiro de 2014 16:15 | 7× 3×                | Relatório | 6× 3× 1× | Salle OMS, Argel Árbitros: Benfetima, Benfetima |

| 17 de Janeiro de 2014 18:30 | Gabão          | 23 – 33   | Tunísia         | Salle OMS, Argel Árbitros: Akpatsa, Assignon |
| 17 de Janeiro de 2014 18:30 | four players 4 | (12–14)   | three players 5 | Salle OMS, Argel Árbitros: Akpatsa, Assignon |
| 17 de Janeiro de 2014 18:30 | 4×             | Relatório | 6× 4×           | Salle OMS, Argel Árbitros: Akpatsa, Assignon |

| 17 de Janeiro de 2014 20:15 | Camarões       | 22 – 33   | Egito                           | Salle Harcha, Argel Árbitros: Coulibaly, Diabate |
| 17 de Janeiro de 2014 20:15 | Bekono, Enoh 4 | (11–18)   | Mohamed Alaa, Mohamed Mahmoud 5 | Salle Harcha, Argel Árbitros: Coulibaly, Diabate |
| 17 de Janeiro de 2014 20:15 | 3× 4×          | Relatório | 6× 2×                           | Salle Harcha, Argel Árbitros: Coulibaly, Diabate |

| 18 de Janeiro de 2014 15:45 | Senegal  | 22 – 37   | Tunísia          | Salle Harcha, Argel |
| 18 de Janeiro de 2014 15:45 | Diarra 4 | (8–17)    | Tej, Boughanmi 7 | Salle Harcha, Argel |
| 18 de Janeiro de 2014 15:45 | 5× 4×    | Relatório | 5× 2×            | Salle Harcha, Argel |

| 18 de Janeiro de 2014 18:30 | Líbia              | 21 – 21   | Camarões | Salle OMS, Argel Árbitros: Camara, Diakite |
| 18 de Janeiro de 2014 18:30 | G. Mohamed, Moez 5 | (10–13)   | Yamo 5   | Salle OMS, Argel Árbitros: Camara, Diakite |
| 18 de Janeiro de 2014 18:30 | 6× 3×              | Relatório | 4× 3×    | Salle OMS, Argel Árbitros: Camara, Diakite |

| 18 de Janeiro de 2014 20:15 | Egito             | 30 – 21   | Gabão                 | Salle Harcha, Argel Árbitros: Caçador, Nicolau |
| 18 de Janeiro de 2014 20:15 | Mohamed Mahmoud 6 | (16–10)   | Tsagoulela, Aubyang 4 | Salle Harcha, Argel Árbitros: Caçador, Nicolau |
| 18 de Janeiro de 2014 20:15 | 1× 2×             | Relatório | 4× 3×                 | Salle Harcha, Argel Árbitros: Caçador, Nicolau |

| 20 de Janeiro de 2014 14:00 | Senegal   | 30 – 23 | Gabão | Salle OMS, Argel |
| 20 de Janeiro de 2014 14:00 | (13–12)   |         |       | Salle OMS, Argel |
| 20 de Janeiro de 2014 14:00 | Relatório |         |       | Salle OMS, Argel |

| 20 de Janeiro de 2014 15:45 | Tunísia   | 34 – 20   | Camarões | Salle Harcha, Argel Árbitros: Caçador, Nicolau |
| 20 de Janeiro de 2014 15:45 | Jallouz 5 | (22–12)   | Enoh 8   | Salle Harcha, Argel Árbitros: Caçador, Nicolau |
| 20 de Janeiro de 2014 15:45 | 1× 3×     | Relatório | 6× 3×    | Salle Harcha, Argel Árbitros: Caçador, Nicolau |

| 20 de Janeiro de 2014 18:30 | Egito     | 27 – 15   | Líbia        | Salle OMS, Argel Árbitros: Akpatsa, Assignon |
| 20 de Janeiro de 2014 18:30 | Mahmoud 6 | (15–11)   | E. Mohamed 7 | Salle OMS, Argel Árbitros: Akpatsa, Assignon |
| 20 de Janeiro de 2014 18:30 | 1× 3× 1×  | Relatório | 2×           | Salle OMS, Argel Árbitros: Akpatsa, Assignon |

| 21 de Janeiro de 2014 13:30 | Senegal      | 30 – 37   | Camarões | Salle Harcha, Argel Árbitros: Allade, Dagba |
| 21 de Janeiro de 2014 13:30 | Diaw, Sarr 7 | (18–17)   | Yamo 9   | Salle Harcha, Argel Árbitros: Allade, Dagba |
| 21 de Janeiro de 2014 13:30 | 1× 3×        | Relatório | 6× 2×    | Salle Harcha, Argel Árbitros: Allade, Dagba |

| 21 de Janeiro de 2014 16:15 | Gabão              | 28 – 26   | Líbia | Salle OMS, Argel Árbitros: Camara, Diakite |
| 21 de Janeiro de 2014 16:15 | Mamadou Wora Dia 8 | (12–14)   | Ali 7 | Salle OMS, Argel Árbitros: Camara, Diakite |
| 21 de Janeiro de 2014 16:15 | 4× 1×              | Relatório | 3×    | Salle OMS, Argel Árbitros: Camara, Diakite |

| 21 de Janeiro de 2014 20:15 | Tunísia     | 26 – 20   | Egito             | Salle Harcha, Argel Árbitros: Akpatsa, Assignon |
| 21 de Janeiro de 2014 20:15 | Boughanmi 8 | (15–7)    | Mohamed Mahmoud 6 | Salle Harcha, Argel Árbitros: Akpatsa, Assignon |
| 21 de Janeiro de 2014 20:15 | 4× 3× 1×    | Relatório | 5× 3× 1×          | Salle Harcha, Argel Árbitros: Akpatsa, Assignon |

### Group B
| Pos | Equipe                         | Pts | J | V | E | D | GP  | GC  | SG  |
| --- | ------------------------------ | --- | - | - | - | - | --- | --- | --- |
| 1   | Argélia                        | 10  | 5 | 5 | 0 | 0 | 144 | 93  | +51 |
| 2   | Angola                         | 6   | 5 | 3 | 0 | 2 | 139 | 122 | +17 |
| 3   | Marrocos                       | 6   | 5 | 3 | 0 | 2 | 135 | 129 | +6  |
| 4   | Congo                          | 4   | 5 | 2 | 0 | 3 | 136 | 170 | −34 |
| 5   | República Democrática do Congo | 4   | 5 | 2 | 0 | 3 | 143 | 141 | +2  |
| 6   | Nigéria                        | 0   | 5 | 0 | 0 | 5 | 118 | 160 | −42 |

| 16 de Janeiro de 2014 10:00 | Congo  | 36 – 33   | República Democrática do Congo | Salle Chéraga, Chéraga Árbitros: Mohamed, Tamer |
| 16 de Janeiro de 2014 10:00 | Taty 8 | (17–16)   | Bakekolo 8                     | Salle Chéraga, Chéraga Árbitros: Mohamed, Tamer |
| 16 de Janeiro de 2014 10:00 | 7× 3×  | Relatório | 5× 3×                          | Salle Chéraga, Chéraga Árbitros: Mohamed, Tamer |

| 16 de Janeiro de 2014 12:15 | Marrocos | 23 – 29   | Angola            | Salle Harcha, Argel Árbitros: Boualloucha, Khenissi |
| 16 de Janeiro de 2014 12:15 | Mhais 8  | (13–15)   | Ferreira, Lopes 7 | Salle Harcha, Argel Árbitros: Boualloucha, Khenissi |
| 16 de Janeiro de 2014 12:15 | 5× 2× 1× | Relatório | 5× 3× 1×          | Salle Harcha, Argel Árbitros: Boualloucha, Khenissi |

| 16 de Janeiro de 2014 18:00 | Argélia  | 34 – 16   | Nigéria    | Salle Harcha, Argel Árbitros: Coulibaly, Diabate |
| 16 de Janeiro de 2014 18:00 | Hamoud 6 | (19–8)    | S. Aliyu 6 | Salle Harcha, Argel Árbitros: Coulibaly, Diabate |
| 16 de Janeiro de 2014 18:00 | 4× 3×    | Relatório | 2×         | Salle Harcha, Argel Árbitros: Coulibaly, Diabate |

| 17 de Janeiro de 2014 14:00 | Congo   | 23 – 36   | Marrocos | Salle OMS, Argel Árbitros: Caçador, Nicolau |
| 17 de Janeiro de 2014 14:00 | Angao 7 | (12–17)   | Idir 11  | Salle OMS, Argel Árbitros: Caçador, Nicolau |
| 17 de Janeiro de 2014 14:00 | 4× 3×   | Relatório | 5× 4×    | Salle OMS, Argel Árbitros: Caçador, Nicolau |

| 17 de Janeiro de 2014 15:45 | Nigéria | 19 – 27   | Angola  | Salle Harcha, Argel Árbitros: Camara, Diakite |
| 17 de Janeiro de 2014 15:45 | Amadi 6 | (10–15)   | Lopes 6 | Salle Harcha, Argel Árbitros: Camara, Diakite |
| 17 de Janeiro de 2014 15:45 | 2×      | Relatório | 3×      | Salle Harcha, Argel Árbitros: Camara, Diakite |

| 17 de Janeiro de 2014 18:00 | República Democrática do Congo | 23 – 26   | Argélia   | Salle Harcha, Argel Árbitros: Mohamed, Tamer |
| 17 de Janeiro de 2014 18:00 | Tuzolana 5                     | (9–12)    | Berkous 9 | Salle Harcha, Argel Árbitros: Mohamed, Tamer |
| 17 de Janeiro de 2014 18:00 | 5× 3×                          | Relatório | 7× 3×     | Salle Harcha, Argel Árbitros: Mohamed, Tamer |

| 18 de Janeiro de 2014 14:00 | Nigéria    | 28 – 32   | Congo    | Salle OMS, Argel Árbitros: Boualloucha, Khenissi |
| 18 de Janeiro de 2014 14:00 | B. Aliyu 5 | (17–15)   | Angao 10 | Salle OMS, Argel Árbitros: Boualloucha, Khenissi |
| 18 de Janeiro de 2014 14:00 | 1× 2×      | Relatório | 3×       | Salle OMS, Argel Árbitros: Boualloucha, Khenissi |

| 18 de Janeiro de 2014 16:15 | Marrocos | 25 – 24   | República Democrática do Congo | Salle OMS, Argel Árbitros: Allade, Dagba |
| 18 de Janeiro de 2014 16:15 | El Fil 5 | (12–12)   | Bakekolo 14                    | Salle OMS, Argel Árbitros: Allade, Dagba |
| 18 de Janeiro de 2014 16:15 | 4× 3× 1× | Relatório | 3× 4×                          | Salle OMS, Argel Árbitros: Allade, Dagba |

| 18 de Janeiro de 2014 18:00 | Argélia        | 23 – 19   | Angola  | Salle Harcha, Argel Árbitros: Diop, Faye |
| 18 de Janeiro de 2014 18:00 | four players 4 | (12–8)    | Lopes 5 | Salle Harcha, Argel Árbitros: Diop, Faye |
| 18 de Janeiro de 2014 18:00 | 8× 3×          | Relatório | 5× 2×   | Salle Harcha, Argel Árbitros: Diop, Faye |

| 20 de Janeiro de 2014 16:15 | Angola  | 26 – 28   | República Democrática do Congo | Salle OMS, Argel Árbitros: Boualloucha, Khenissi |
| 20 de Janeiro de 2014 16:15 | Lopes 6 | (13–16)   | Bakekolo 8                     | Salle OMS, Argel Árbitros: Boualloucha, Khenissi |
| 20 de Janeiro de 2014 16:15 | 8× 3×   | Relatório | 2× 4×                          | Salle OMS, Argel Árbitros: Boualloucha, Khenissi |

| 20 de Janeiro de 2014 18:00 | Argélia   | 35 – 16   | Congo   | Salle Harcha, Argel Árbitros: Tamer, Mohamed |
| 20 de Janeiro de 2014 18:00 | Benali 10 | (18–6)    | Angao 8 | Salle Harcha, Argel Árbitros: Tamer, Mohamed |
| 20 de Janeiro de 2014 18:00 | 6× 3×     | Relatório | 2× 3×   | Salle Harcha, Argel Árbitros: Tamer, Mohamed |

| 20 de Janeiro de 2014 20:15 | Marrocos | 32 – 27   | Nigéria     | Salle Harcha, Argel Árbitros: Amba, Tshilanda |
| 20 de Janeiro de 2014 20:15 | Hicham 5 | (15–7)    | A. Aliyu 11 | Salle Harcha, Argel Árbitros: Amba, Tshilanda |
| 20 de Janeiro de 2014 20:15 | 8× 3×    | Relatório | 3×          | Salle Harcha, Argel Árbitros: Amba, Tshilanda |

| 21 de Janeiro de 2014 15:45 | Angola  | 38 – 29   | Congo       | Salle Harcha, Argel Árbitros: Coulibaly, Diabate |
| 21 de Janeiro de 2014 15:45 | Lopes 9 | (19–18)   | Mboungou 10 | Salle Harcha, Argel Árbitros: Coulibaly, Diabate |
| 21 de Janeiro de 2014 15:45 | 6× 2×   | Relatório | 5× 1×       | Salle Harcha, Argel Árbitros: Coulibaly, Diabate |

| 21 de Janeiro de 2014 18:00 | Argélia   | 26 – 19   | Marrocos   | Salle Harcha, Argel Árbitros: Caçador, Nicolau |
| 21 de Janeiro de 2014 18:00 | Chebour 7 | (11–11)   | Soufiane 6 | Salle Harcha, Argel Árbitros: Caçador, Nicolau |
| 21 de Janeiro de 2014 18:00 | 1× 3× 1×  | Relatório | 4× 3×      | Salle Harcha, Argel Árbitros: Caçador, Nicolau |

| 21 de Janeiro de 2014 18:30 | República Democrática do Congo | 35 – 28   | Nigéria     | Salle OMS, Argel Árbitros: Boualloucha, Khenissi |
| 21 de Janeiro de 2014 18:30 | Bakekolo 11                    | (16–17)   | A. Aliyu 10 | Salle OMS, Argel Árbitros: Boualloucha, Khenissi |
| 21 de Janeiro de 2014 18:30 | 2× 3×                          | Relatório | 3×          | Salle OMS, Argel Árbitros: Boualloucha, Khenissi |

## Fase final

### Quartos-de-final
| 22 de Janeiro de 2014 12:15 | Angola     | 24 – 21   | Camarões | Salle OMS, Argel Árbitros: Mohamed, Tamer |
| 22 de Janeiro de 2014 12:15 | Ferreira 9 | (12–12)   | Yamo 5   | Salle OMS, Argel Árbitros: Mohamed, Tamer |
| 22 de Janeiro de 2014 12:15 | 4× 3×      | Relatório | 7× 3×    | Salle OMS, Argel Árbitros: Mohamed, Tamer |

| 22 de Janeiro de 2014 18:15 | Argélia    | 44 – 29   | Senegal | Salle Harcha, Argel Árbitros: Coulibaly, Diabate |
| 22 de Janeiro de 2014 18:15 | Berkous 10 | (21–12)   | Sarr 9  | Salle Harcha, Argel Árbitros: Coulibaly, Diabate |
| 22 de Janeiro de 2014 18:15 | 5× 2×      | Relatório | 3× 2×   | Salle Harcha, Argel Árbitros: Coulibaly, Diabate |

| 22 de Janeiro de 2014 19:00 | Egito             | 24 – 15   | Marrocos          | Salle OMS, Argel Árbitros: Allade, Dagba |
| 22 de Janeiro de 2014 19:00 | Ali Zeinedabdin 5 | (10–6)    | Zaroili, Hicham 3 | Salle OMS, Argel Árbitros: Allade, Dagba |
| 22 de Janeiro de 2014 19:00 | 2× 3×             | Relatório | 4× 3×             | Salle OMS, Argel Árbitros: Allade, Dagba |

| 22 de Janeiro de 2014 20:45 | Tunísia      | 44 – 21   | Congo                     | Salle Harcha, Argel Árbitros: Deche, Ghouarda |
| 22 de Janeiro de 2014 20:45 | Boughanmi 12 | (23–8)    | Taty, Makosso-Tchitembo 5 | Salle Harcha, Argel Árbitros: Deche, Ghouarda |
| 22 de Janeiro de 2014 20:45 | 4×           | Relatório | 2×                        | Salle Harcha, Argel Árbitros: Deche, Ghouarda |

### 5º-8º lugar e Meias finais
| 23 de Janeiro de 2014 15:00 | Senegal | 24 – 33   | Camarões          | Salle Harcha, Argel Árbitros: Benfetima, Benfetima |
| 23 de Janeiro de 2014 15:00 | Gomis 5 | (12–18)   | Bekono, Tchinda 6 | Salle Harcha, Argel Árbitros: Benfetima, Benfetima |
| 23 de Janeiro de 2014 15:00 | 4× 1×   | Relatório | 2× 3×             | Salle Harcha, Argel Árbitros: Benfetima, Benfetima |

| 23 de Janeiro de 2014 17:15 | Congo                         | 20 – 34   | Marrocos  | Salle OMS, Argel Árbitros: Deche, Ghouarda |
| 23 de Janeiro de 2014 17:15 | Nkounkou, Makosso-Tchitembo 4 | (10–18)   | Zaroili 8 | Salle OMS, Argel Árbitros: Deche, Ghouarda |
| 23 de Janeiro de 2014 17:15 | 2× 3×                         | Relatório | 3×        | Salle OMS, Argel Árbitros: Deche, Ghouarda |

### Meias finais
| 24 de Janeiro de 2014 16:00 | Tunísia | 22 – 20   | Egito             | Salle Harcha, Argel Árbitros: Caçador, Nicolau |
| 24 de Janeiro de 2014 16:00 | Toumi 7 | (10–12)   | Mohamed Mahmoud 7 | Salle Harcha, Argel Árbitros: Caçador, Nicolau |
| 24 de Janeiro de 2014 16:00 | 4× 3×   | Relatório | 6× 3×             | Salle Harcha, Argel Árbitros: Caçador, Nicolau |

| 24 de Janeiro de 2014 18:15 | Argélia   | 27 – 23   | Angola     | Salle Harcha, Argel Árbitros: Akpatsa, Assignon |
| 24 de Janeiro de 2014 18:15 | Berkous 9 | (13–11)   | Ferreira 7 | Salle Harcha, Argel Árbitros: Akpatsa, Assignon |
| 24 de Janeiro de 2014 18:15 | 3× 2×     | Relatório | 2×         | Salle Harcha, Argel Árbitros: Akpatsa, Assignon |

### Decisão 11º lugar
| 23 de Janeiro de 2014 17:15 | Líbia   | 25 – 26 | Nigéria | Salle Chéraga, Chéraga |
| 23 de Janeiro de 2014 17:15 | (11–13) |         |         | Salle Chéraga, Chéraga |
| 23 de Janeiro de 2014 17:15 |         |         |         | Salle Chéraga, Chéraga |

### Decisão 9º lugar
| 23 de Janeiro de 2014 15:00 | Gabão   | 23 – 22 | República Democrática do Congo | Salle Chéraga, Chéraga |
| 23 de Janeiro de 2014 15:00 | (10–10) |         |                                | Salle Chéraga, Chéraga |
| 23 de Janeiro de 2014 15:00 |         |         |                                | Salle Chéraga, Chéraga |

### Decisão 7º lugar
| 24 de Janeiro de 2014 11:00 | Congo    | 36 – 35   | Senegal      | Salle OMS, Argel Árbitros: Benfetima, Benfetima |
| 24 de Janeiro de 2014 11:00 | Angao 13 | (22–16)   | Sall, Sarr 7 | Salle OMS, Argel Árbitros: Benfetima, Benfetima |
| 24 de Janeiro de 2014 11:00 | 3×       | Relatório | 2× 3×        | Salle OMS, Argel Árbitros: Benfetima, Benfetima |

### 5º lugar
| 24 de Janeiro de 2014 15:00 | Marrocos   | 25 – 29   | Camarões | Salle OMS, Argel Árbitros: Diop, Faye |
| 24 de Janeiro de 2014 15:00 | Soufiane 8 | (17–13)   | Fankwa 5 | Salle OMS, Argel Árbitros: Diop, Faye |
| 24 de Janeiro de 2014 15:00 | 2× 3×      | Relatório | 9× 2×    | Salle OMS, Argel Árbitros: Diop, Faye |

### Decisão 3º lugar
| 25 de Janeiro de 2014 13:45 | Egito          | 31 – 24   | Angola              | Salle Harcha, Argel Árbitros: Caçador, Nicolau |
| 25 de Janeiro de 2014 13:45 | Zeinedabdin 10 | (19–12)   | Pestana, Kamuanga 5 | Salle Harcha, Argel Árbitros: Caçador, Nicolau |
| 25 de Janeiro de 2014 13:45 | 2× 3×          | Relatório | 5× 3×               | Salle Harcha, Argel Árbitros: Caçador, Nicolau |

### Final
| 25 de Janeiro de 2014 18:15 | Argélia            | 25 – 21   | Tunísia | Salle Harcha, Argel Árbitros: Coulibaly, Diabate |
| 25 de Janeiro de 2014 18:15 | Berkous, Chebour 6 | (12–11)   | Tej 4   | Salle Harcha, Argel Árbitros: Coulibaly, Diabate |
| 25 de Janeiro de 2014 18:15 | 2× 3×              | Relatório | 3× 4×   | Salle Harcha, Argel Árbitros: Coulibaly, Diabate |

## Ranking e estatísticas

### Ranking final
| Rank | Team                           |
| ---- | ------------------------------ |
|      | Argélia                        |
|      | Tunísia                        |
|      | Egito                          |
| 4    | Angola                         |
| 5    | Camarões                       |
| 6    | Marrocos                       |
| 7    | Congo                          |
| 8    | Senegal                        |
| 9    | Gabão                          |
| 10   | República Democrática do Congo |
| 11   | Nigéria                        |
| 12   | Líbia                          |

### All Star Time
O Time All-star e os vencedores foram os seguinte:
| Posição          | Jogador                  |
| ---------------- | ------------------------ |
| Guarda-redes     | Abdelmalek Slahdji (ALG) |
| Ala direita      | Aymen Toumi (TUN)        |
| Armador direito  | Sassi Boultif (ALG)      |
| Ala central      | Abdelkader Rahim (ALG)   |
| Armador esquerdo | Selim Hedoui (TUN)       |
| Ala esquerdo     | Riad Chehbour (ALG)      |
| Pivô             | Mohamed Mokrani (ALG)    |

### Outras premiações
| Prémio               | Jogador                           |
| -------------------- | --------------------------------- |
| Jogador mais valioso | Messaoud Berkous (ALG)            |
| Goleador             | Messaoud Berkous (ALG) (44 goals) |